# Agglomeratie-effect
Het agglomeratie-effect is een verschijnsel waarbij bedrijven en personen zich concentreren in een gebied. Het komt veel voor bij grote steden, vooral wanneer die als knooppunt voor handel en transport fungeren.
Het wordt veroorzaakt doordat het gunstig is voor bedrijven om zich vlak bij elkaar te vestigen, omdat ze dan gebruik kunnen maken van een gemeenschappelijke goede infrastructuur en gemakkelijk met elkaar kunnen handelen. Doordat bedrijven zich in het gebied vestigen ontstaat er werkgelegenheid, wat personen naar het gebied toetrekt. Deze personen doen door hun koopkracht een toegankelijke afzetmarkt ontstaan, waardoor het voor bedrijven nog aantrekkelijker wordt om zich in het gebied te vestigen. Zo ontstaat een vicieuze cirkel.
Het agglomeratie-effect kan leiden tot een scheve centrum-periferieverhouding en het ontstaan van primate cities, doordat economische activiteiten zich in één gebied concentreren.
Een typisch voorbeeld van het agglomeratie-effect is de Amerikaanse auto-industrie die zich voornamelijk concentreert in Detroit.